# Samozadovoljavanje
Samozadovoljavanje ili masturbacija seksualna je stimulacija najčešće vlastitih genitalija sve do postizanja orgazma. Najčešće se izvodi ručno, no nisu isključeni i drugi tipovi tjelesnog dodira (osim snošaja), kao ni uporaba drugih predmeta ili neka kombinacija prethodnih načina (npr. umjetna vagina). Studije su pokazale da je masturbacija česta pojava kod obaju spolova i svih uzrasta, iako postoje varijacije. 
Ne postoji uzročna veza između masturbacije i bilo kojeg oblika mentalnog ili fizičkog poremećaja.
Masturbacija je prikazivana u umjetnosti od pretpovijesnih vremena i spominjana u ranim spisima. U 18. i 19. st. neki europski teolozi opisivali su čin masturbacije "užasnim", no tijekom 20. stoljeća ti su tabui općenito smanjeni. Dolazi do češćeg pojavljivanja masturbacije u umjetnosti, popularnoj glazbi, televiziji, filmu i književnosti. Religijski pogledi na masturbaciju danas variraju. Neke religije vide masturbaciju kao štetnu, dok kod drugih pogled na nju ovisi o situaciji. Pravni status masturbacije varira kroz povijest, a gotovo je u svim državama zabranjena na javnim mjestima.
Samozadovoljavanje je primijećeno u raznih vrsta životinja, na slobodi i u zatočeništvu, čak i u svrhu reprodukcije, a istraživanja nalažu da je kod primata praksa započela barem kod zajedničkih predaka cijelog reda.

## Etimologija
Riječ masturbacija dolazi ili od grčke riječi μεζεα, mezea: genitalije, ili latinske kombinacije manus: ruka i turbare: uznemiravati.

## Galerija
- Muško samozadovoljavanje

## Vanjske poveznice
- Samozadovoljavanje (Messer i Walker)
- Masturbating may protect against prostate cancer. New Scientist. 16. srpnja 2003.
- Masturbation could bring hay fever relief for men. New Scientist. Travanj 2009
- Samozadovoljavanje: Pitanja i odgovori, McKinley Health Center, © The Board of Trustees of the University of Illinois, 2008.